# Morti nel 610
| Questa pagina contiene informazioni ricavate automaticamente dalle voci biografiche con l'ausilio del template Bio e di un bot. L'aggiornamento è periodico e automatico e ricostruisce completamente la pagina. Se manca una persona in questa lista, sei pregato di non aggiungerla, ma accertati piuttosto che la sua voce biografica contenga il template Bio e che i dati anagrafici siano correttamente compilati. Se il template Bio manca, inseriscilo tu stesso o, in alternativa, metti l'avviso {{tmp\|Bio}} che ne segnala la mancanza. Se i dati riportati sono sbagliati, correggi direttamente la voce biografica; le modifiche saranno visibili in questa lista entro pochi giorni. Per chiarimenti vedi il progetto biografie. La lista contiene solo le 9 persone che sono citate nell'enciclopedia e per le quali è stato implementato correttamente il template Bio. Pagina aggiornata al 10 feb 2025. |

- 21 marzo - Tommaso I di Costantinopoli, arcivescovo e santo bizantino
- 5 ottobre - Foca, imperatore bizantino (n. 547)
- Bonoso, politico e generale bizantino (n. 570)
- Waraqa ibn Nawfal, profeta arabo
- Tassilone I di Baviera, duca germanico (n. 560)
- Teodoro I di Alessandria, arcivescovo bizantino
- Virgilio di Arles, arcivescovo, abate e santo franco
- Viterico, sovrano visigoto
- Zhìkǎi, monaco buddista cinese (n. 533)